# Motalabuktens öar
Motalabuktens öar är ett naturreservat i Motala och Vadstena kommuner i Östergötlands län.
Området är naturskyddat sedan 1979 och är 413 hektar stort. Reservatet omfattar öarna Åholmen, Erkerna, Sandön, Fjuk och Jungfrun (ö) i Vättern. På den största ön, Sandön, finns en lindskog.